# Agrotis galapagosensis
Agrotis galapagosensis là một loài bướm đêm trong họ Noctuidae.